# 燒岳

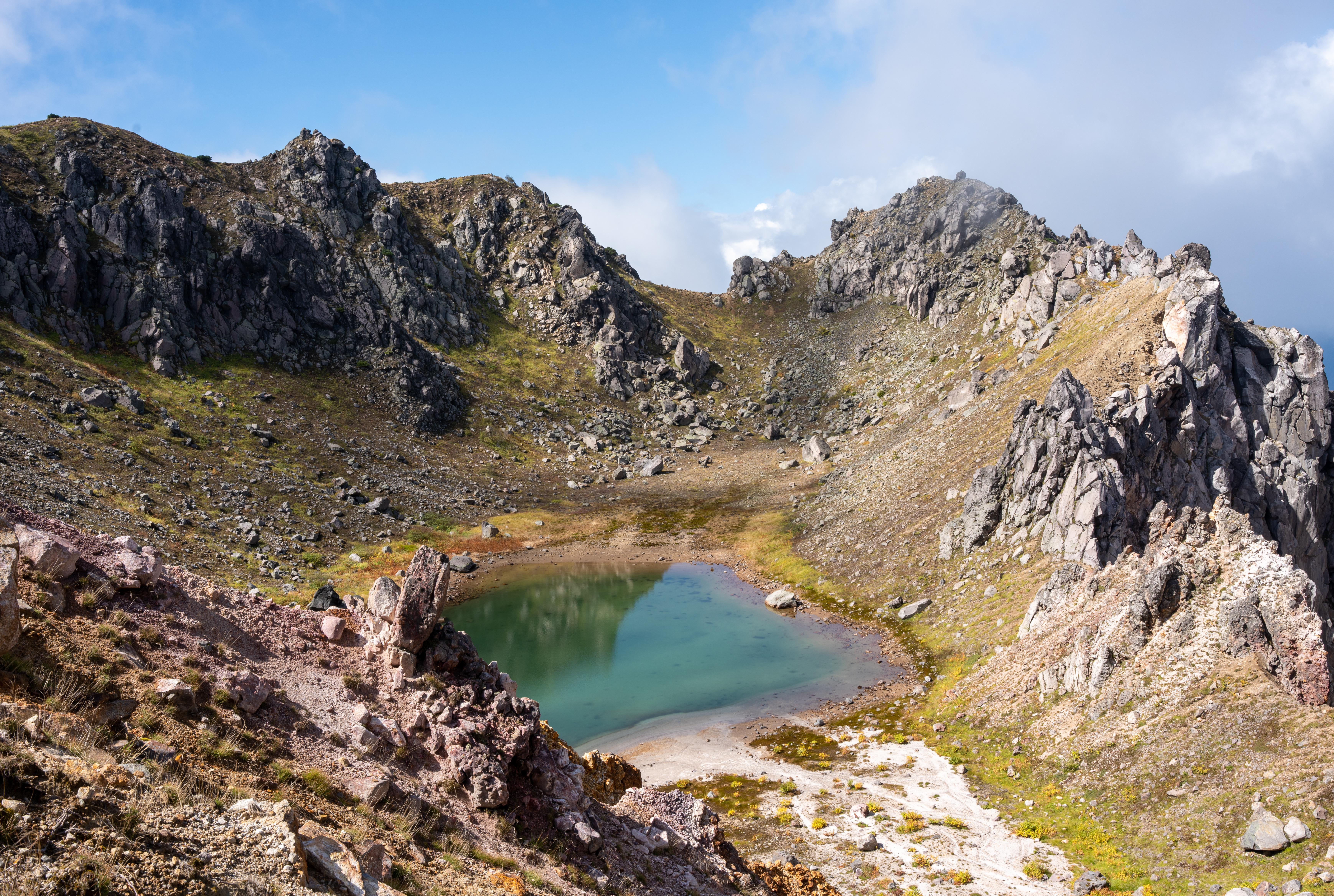
爆裂火山口

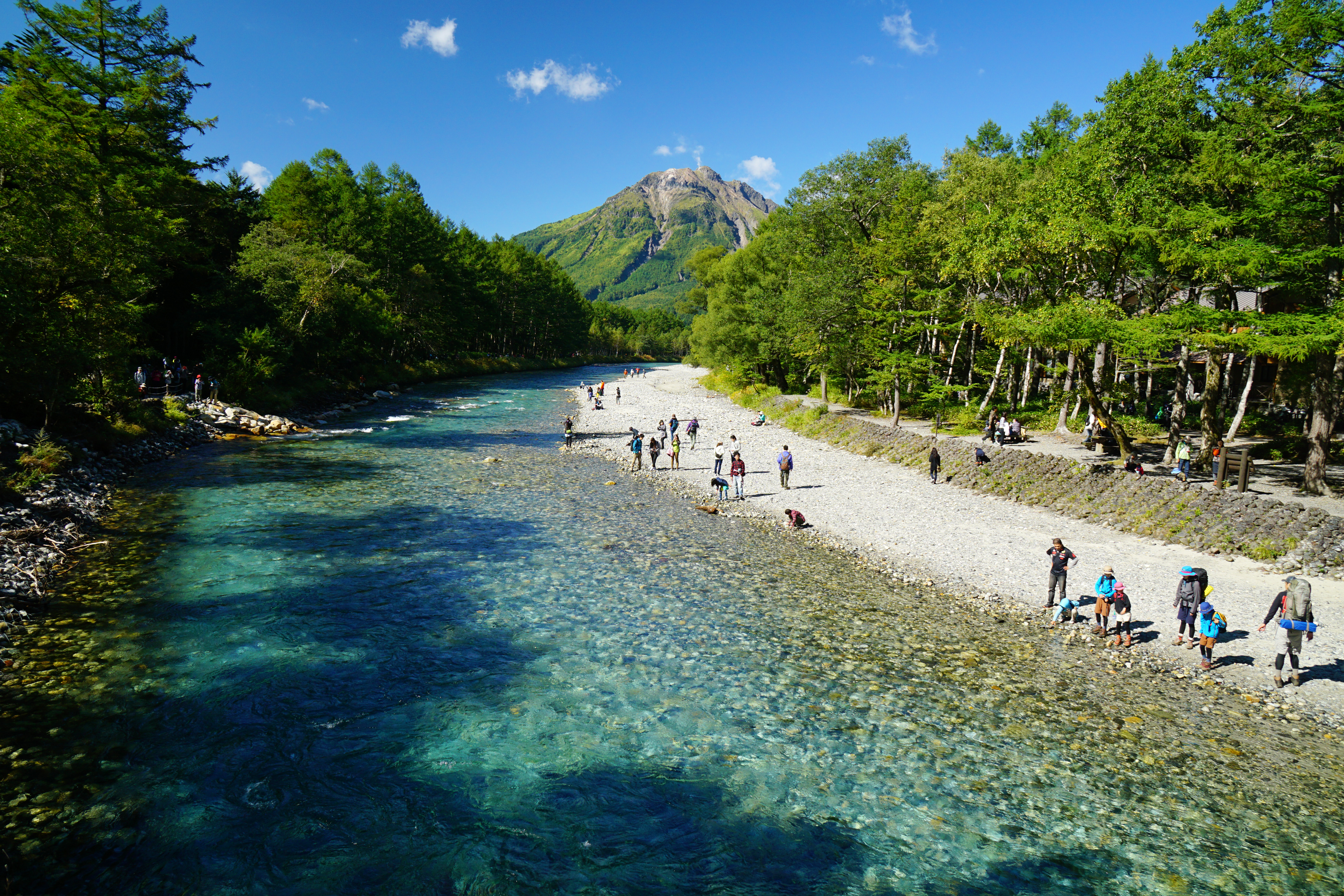
梓川和燒岳

燒岳（日语：／）为位於日本長野縣和岐阜縣交界的飛驒山脈主綫上的一座活火山，別名硫黃岳，是日本百名山之一。海拔2,455米。現為常時觀測火山。

## 概要
燒岳與隣接的白谷山，赤棚山、割谷山共同構成燒岳火山群。而這個火山群現在仍然處於活動期的只有燒岳。有史以來，所致災害主要是水蒸氣的噴發而形成的泥石流。
燒岳是飛驒山脈中最活躍的活火山，最新一次噴發大約是在2000年前左右。燒岳的熔岩由黏性強的安山岩至英安岩的火山穹丘與熔岩流，及其火山灰和火山岩堆積物所組成。另外，蒸汽噴發也可能會造成泥流。最近在1968年、1990年、1998年、2011年、2014年等都曾觀測到地震。
本山域在1934年（昭和9年）12月4日被指定為中部山岳國立公園特別保護區。此外，同一火山群的赤棚山在2003年（平成15年）由氣象廳列為單獨活火山。

## 北峰、南峰、標高
燒岳有北峰和南峰（主峰），目前只有北峰可以攀登，而南峰禁止入内。北峰和南峰之間有火山湖。
燒岳在山頂有數座火山口與尖峰。火口湖正賀池正南方的岩峰稱做南峰，正東方稱做北峰，北側是比池面更深的爆裂火口。國土地理院在南峰設有標高2,455.4公尺的二等三角點是，燒岳最高點。南峰鷹岩質鬆軟容易崩塌禁止攀登。北峰西側山腹有硫磺噴氣口。北峰在國土地理院的標高為2,444.3公尺。

## 火山活動歷史
明治以前的噴發活動，因缺乏高可信度文獻，無法通盤掌握。1907年至1939與1962年至1963年從有蒸汽噴發與泥流噴出。到目前為止，燒岳還沒有爆裂式噴發。

### 西元前
- 約3萬年前，燒岳火山群開始有火山活動。白谷山火山在3萬～1萬年前的活動堵住了梓川形成上高地，並讓梓川從岐阜縣側改道長野縣側[11]。
- 約2萬年前，燒岳開始有火山活動。黑谷一帶噴發熔岩與火山碎屑流 [12]。
- 約4500年前 - 岩漿噴發。下堀澤噴出熔岩。
- 約2300年前 - 最後一次岩漿噴發。形成燒岳的圓頂丘熔岩、中尾的火山碎屑流[13]。

### 20世紀以前
- 630年前後：Ykd-Tu1火山噴發碎屑。
- 685年前後：Ykd-Tu2火山噴發碎屑。[13]
- 1270年前後：Ykd-Tu3火山噴發碎屑。
- 1440年前後：Ykd-Tu4火山噴發碎屑。
- 1460年前後：Ykd-Tu5火山噴發碎屑。
- 1570年前後：Ykd-Tu6火山噴發碎屑。飛驒側村落受害[14]。
- 1746年（延享3年）：Ykd-Tu7火山噴發碎屑。

### 20世紀以後
- 1911年（明治44年）：一年內出現22次小噴發[14]。關東地方也觀測道火山灰。
- 1915年（大正4年）6月6日：大噴發的泥流堵住梓川形成堰塞湖大正池（日语：大正池 (松本市)）[12]。
- 1924年～1926年：蒸氣噴發、(泥流)
- 1962年（昭和37年）6月17日：蒸氣噴發，火山灰飄散至松本市，火山灰壓垮舊燒岳小屋，四人受傷[12][14][15]。
- 1995年（平成7年）2月11日14時25分：中部縱貫自動車道安房隧道長野縣側隧道工程現場發生含有火山氣體的蒸氣噴發並引發泥流，四名工人死亡。
- 2017年（平成29年) 8月10日：10日上午0時 - 上午2時以前觀測到六次地震，同時山頂與周邊出現小規模噴氣活動。
- 2018年（平成30年）11月23日：燒岳一帶有感地震頻率增加。

### 觀測態勢
氣象廳、防災科學技術研究所、國土交通省、京都大學防災研究所等在周邊設有觀測點，透過高感度地震計、空氣振動計、傾斜計、監視攝影機等進行24小時監控。

## 登山

### 登山限制
- 1962年噴發後全面禁止登山。
- 1965年（昭和40年），山頂半徑1公里內禁止登山。
- 1992年（平成3年），北峰開放進入[18]。
- 2010年（平成22年）1月1日，南峰因有崩落危險禁止進入[15]。北峰周邊有有毒氣體需注意[19]。
- 2011年（平成23年）3月31日，燒岳、新潟燒山（新潟縣）及伊豆東部火山群（靜岡縣）導入火山噴發預警級別。

### 登山路線

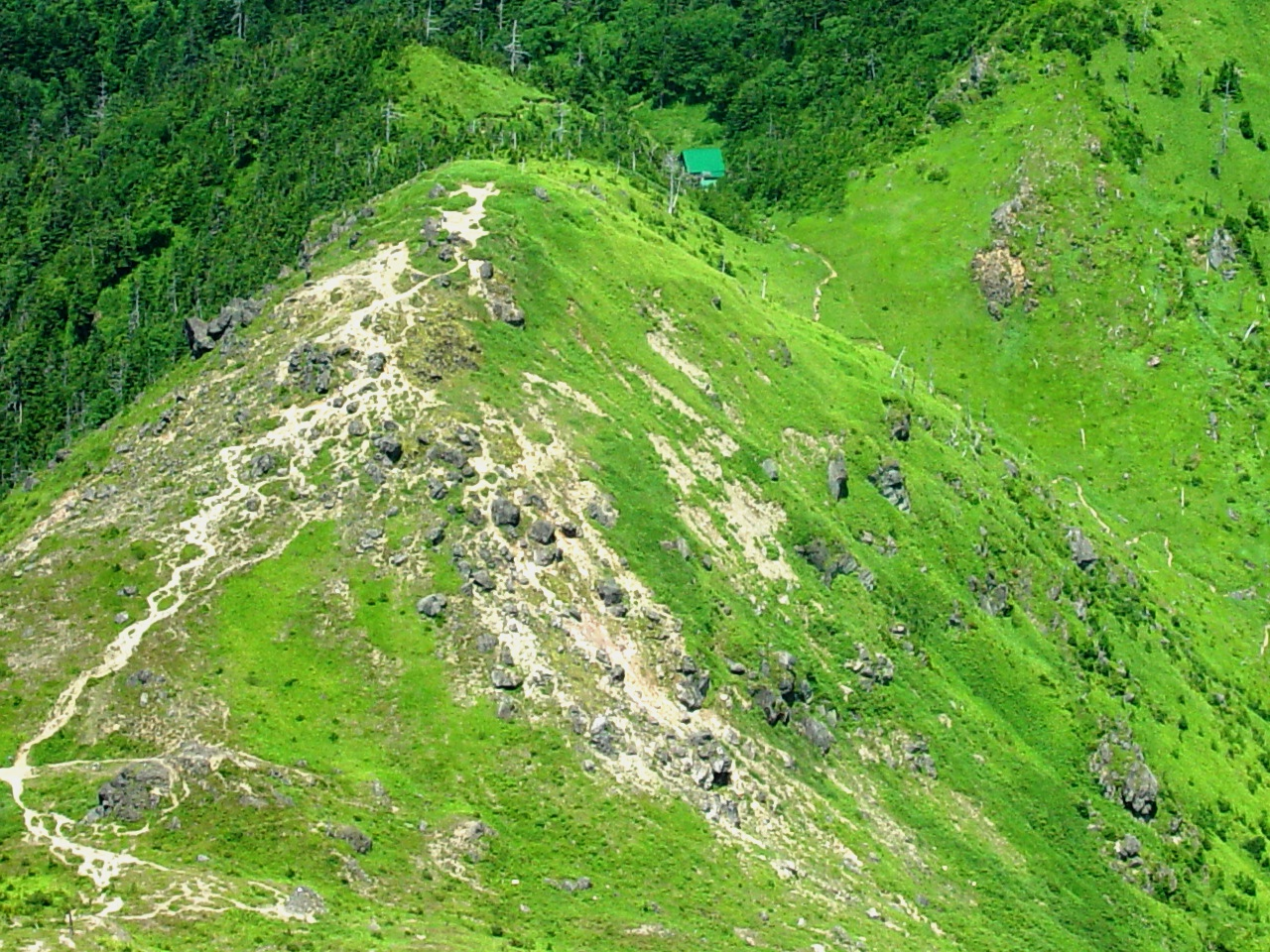
從北峰方向所見之展望台與燒岳小屋
右中央是往上高地的登山道

燒岳分為北峰與南峰（主峰）兩峰，兩峰之間有火山湖。各方向皆有登山道，從穗高岳延伸的主稜線是北阿爾卑斯縱走路線。
- 北阿爾卑斯縱走路線：從西穗高岳（日语：西穂高岳）經西穗山莊（日语：西穂山荘）、割谷山、新中尾峠、展望台、舊中尾峠至北峰的北阿爾卑斯主稜線登山路線。
- 中之湯路線：從釜隧道入口的中之湯巴士站出發，經リンドウ平，通過山的東側後與舊中尾峠路線會合。
- 新中之湯路線：國道158號中之湯溫泉（日语：中の湯温泉）上方登山口沿南南東山脊至標高2,060公尺處（下掘出合）與中之湯路線會合。
- 上高地路線：上高地經田代橋沿峠澤北側至燒岳小屋所在的新中尾峠與西穗高岳主稜線路線會合。
- 中尾溫泉路線：岐阜縣側中尾溫泉至新中尾峠或舊中尾峠的路線。在與北阿爾卑斯主稜線合流前有往兩峠的分岐點。

### 周邊山小屋

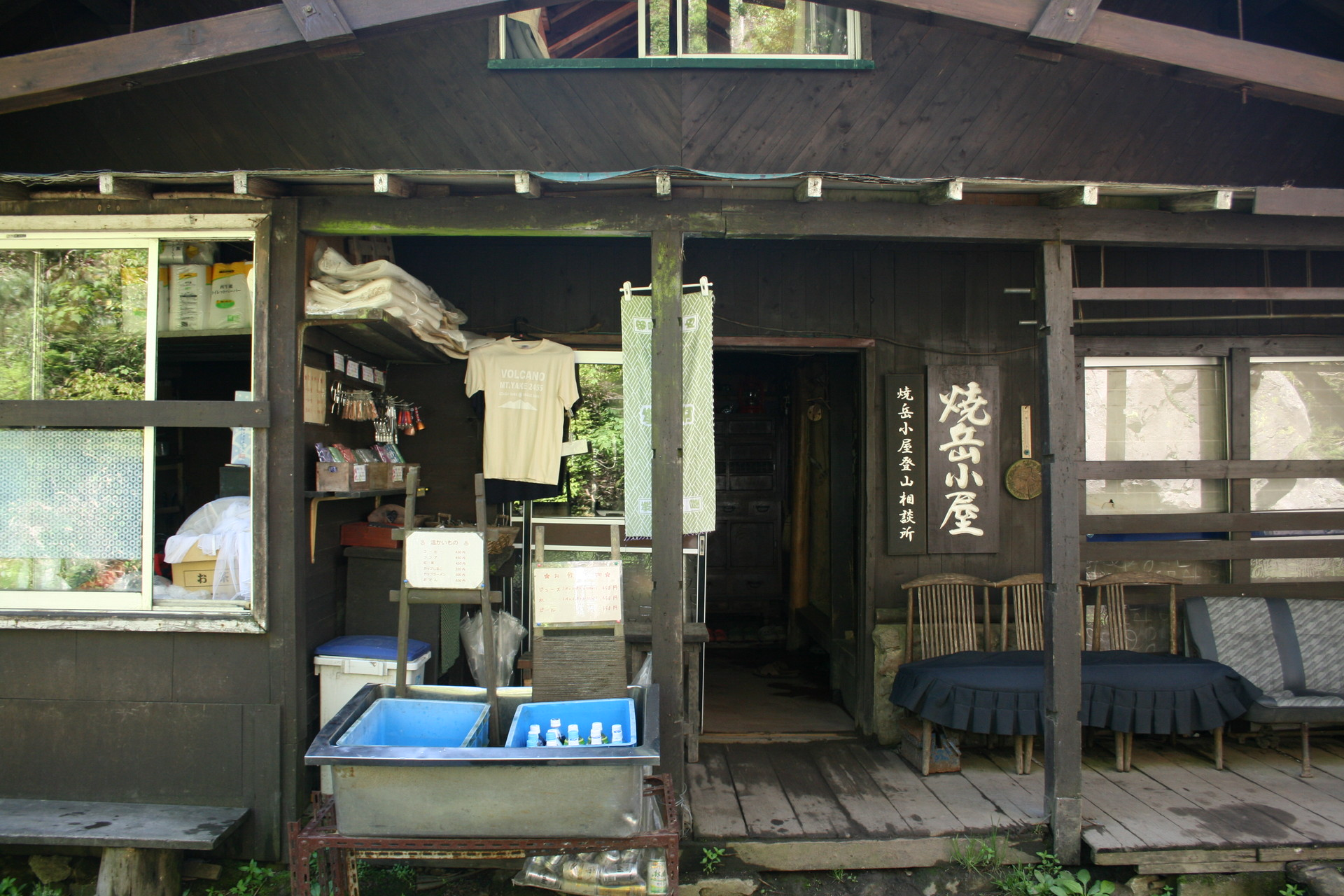
燒岳小屋

1928年（昭和3年）於舊中尾峠建設舊燒岳小屋，但1962年噴發時毀壞。1968年（昭和43年）秋季於新中尾峠新建燒岳小屋，翌年啟用。除了最近的燒岳小屋，上高地周邊也有許多飯店、旅館。此外，西穗山莊、上高地巴士總站等還設有夏山診療所。
| 名稱     | 所在地                          | 燒岳的 方位與距離（km） | 標高 （m） | 收容 人數 | 露營 指定地 | 備註                                                      |
| -------- | ------------------------------- | ----------------------- | ---------- | --------- | ----------- | --------------------------------------------------------- |
| 燒岳小屋 | 新中尾峠 割谷山與燒岳的鞍部     | 1.3                     | 2,070      | 25        | 無          | 上高地與中尾溫泉登山道的會合點                            |
| 西穗山莊 | 西穗高岳西南 往西穗高口的分岐點 | 4.1                     | 2,385      | 300       | 30張        | 全年營業，1966年（昭和41年）開業 東邦大學醫學部夏山診療所 |

## 地理

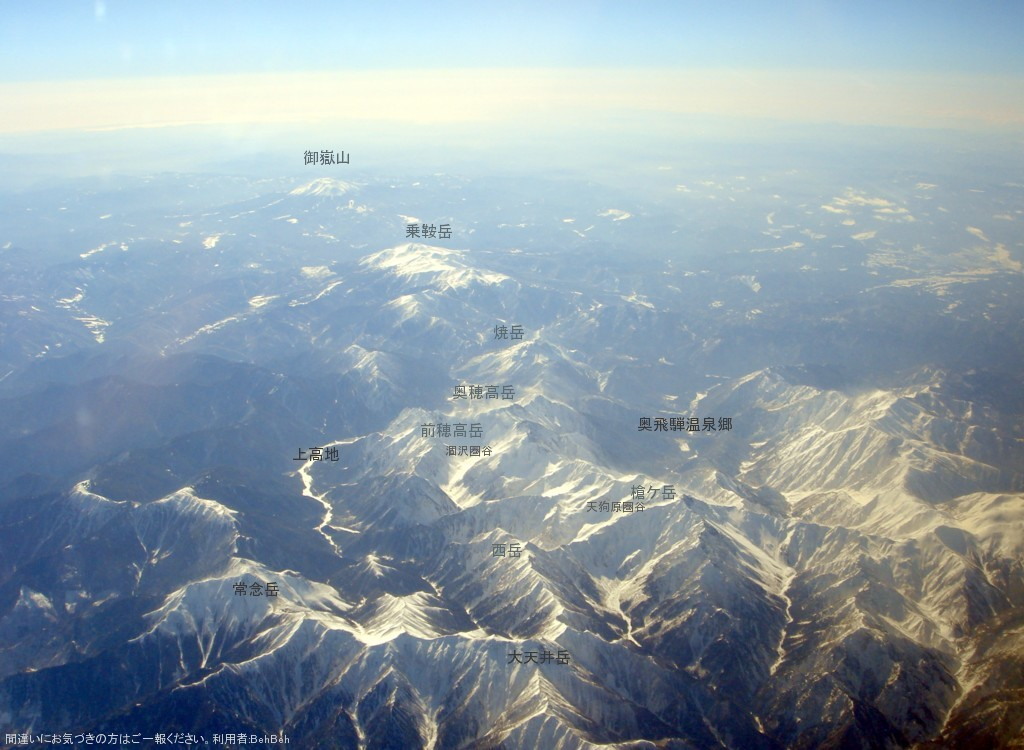
從飛驒山脈上空拍攝的燒岳與周邊山岳

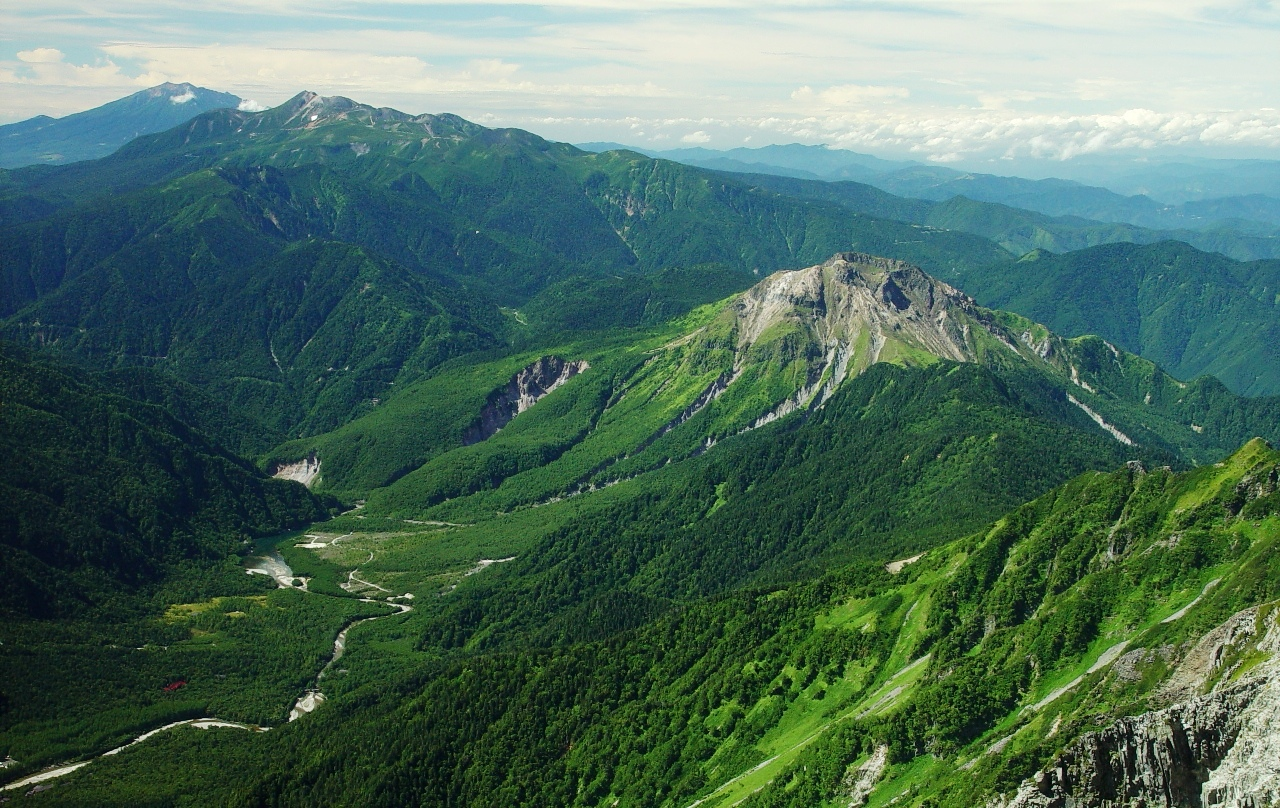
奧穗高岳眺望燒岳與乘鞍岳

### 周邊山岳
燒岳是位於飛驒山脈（北阿爾卑斯）主稜線南部的山岳，北側是舊中尾峠及新中尾峠，南側是安房峠。
| 山容                                     | 山名     | 標高 (m) | 三角點等級 基準點名 | 燒岳的 方位與距離（km） | 備註                      |
| ---------------------------------------- | -------- | -------- | ------------------- | ----------------------- | ------------------------- |
| 燒岳眺望笠岳至槍岳的山群（2011年7月6日） | 笠岳     | 2,897.47 | 二等 「笠岳」       | 北北西 10.4             | 日本百名山                |
| 燒岳眺望穗高岳（2002年8月6日）           | 奧穗高岳 | 3,190    |                     | 8.8                     | 日本百名山                |
| 丸山眺望西穗高岳（2001年9月5日）         | 西穗高岳 | 2,908.59 | 三等 「前穂高」     | 6.9                     | 西穗山莊                  |
| 中尾峠眺望燒岳北峰（2002年8月6日）       | 北峰     | 2,444.3  |                     | 0.3                     | 可登山                    |
| 西穗高岳眺望燒岳（1995年4月2日）         | 燒岳     | 2,455.37 | 二等 「燒岳」       | 0                       | 南峰、禁止進入 日本百名山 |
| 平湯溫泉眺望赤棚山（2010年8月20日）      | 赤棚山   | 2,109.35 | 三等 「赤棚」       | 3.2                     | 燒岳火山群                |
| 燒岳眺望霞澤岳與上高地（2002年8月6日）   | 霞澤岳   | 2,645.60 | 二等 「霞澤岳」     | 4.9                     | 日本二百名山              |
| 燒岳眺望乘鞍岳（2011年7月6日）           | 乘鞍岳   | 3,025.64 | 一等 「乘鞍岳」     | 13.7                    | 日本百名山                |

### 源流的河川
山腹東側有大正，以下以此為源流的河川都是流入日本海。
- 足洗谷 （高原川水系蒲田川支流）
- 岩坪谷 （高原川支流）
- 峠澤、上掘澤、中堀澤、下掘澤等梓川支流[19]

## 附近温泉
- 上高地溫泉（日语：上高地温泉）
- 中之湯溫泉（日语：中の湯温泉）
- 坂卷溫泉（日语：坂巻温泉）
- 赤怒谷溫泉（野湯）
- 奧飛驒溫泉鄉

## 圖片
|            |        |              |                  |                  |
| 梓川與燒岳 | 山頂部 | 南峰與火口湖 | 北峰附近的噴氣孔 | 北峰的噴氣孔近拍 |

## 關聯項目
- 穗高岳
- 上高地
- 飛驒山脈（北阿爾卑斯）
- 中部山岳國立公園
- 日本百名山

## 外部連結
- 火山・燒岳 （页面存档备份，存于）
- 燒岳火山觀測資料 （页面存档备份，存于）
- 地圖閲覧服務（燒岳） （页面存档备份，存于） （國土地理院）
- 燒岳 （页面存档备份，存于） 產業技術綜合研究所 地質調査綜合中心
- 燒岳情報 （页面存档备份，存于） （日本氣象協會）